# نادر داهیم
نادر داهیم بازیگر تئاتر و تلویزیون اهل ایران است.

## زندگی حرفه‌ای
نادر داهیم پس از پایان خدمت سربازی، در سال ۱۳۶۷ به کلاس‌های آموزشی «خانه نمایش» رفت و زیر نظر محمود عزیزی و استادان دیگری چون ایرج راد، ناصر آقایی، مجید جعفری، حمید سمندریان، جعفر والی و فرهاد ناظر زاده بازیگری را آموخت. وی کارش را با اجرای نمایش مسلم ابن عقیل به کارگردانی محمود عزیزی در سال ۶۸–۶۷ آغاز کرد و بعد با نمایش مدال درجهٔ یک شجاعت به کارگردانی حمید مظفری و نمایش هملت به کارگردانی قطب الدین صادقی به روی صحنه رفت. نخستین کار تلویزیونی او، در سال ۱۳۷۲ بازی در پرواز ۵۷ به کارگردانی مهران مدیری بود.

## گزیدهٔ نقش‌آفرینی‌ها

### نمایش
- ۱۳۹۹ - افسانه پری دریایی به کارگردانی رضا بیات[۲]
- ۱۳۹۲ - شب ماه بلند به کارگردانی حامد زارعان[۳]
- ۱۳۹۱ – پسری که سوسک میشه به کارگردانی عاتکه حسینی[۴]
- ۱۳۹۳ - افسانه ماه و خورشید به کارگردانی حامد زارعان[۵]
- ۱۳۷۰ - هملت با کارگردانی قطب‌الدین صادقی
- ۱۳۶۹ - مدال درجهٔ یک شجاعت به کارگردانی حمید مظفری[۶]

### تلویزیون
| Films that have not yet been released | به سریال‌هایی اشاره دارد که هنوز منتشر نشده‌اند |

| سال  | نام                         | سمت          | کارگردان         | توضیحات                                                                 |
| ---- | --------------------------- | ------------ | ---------------- | ----------------------------------------------------------------------- |
| TBA  | سلمان فارسی                 | بازیگر       | داوود میرباقری   | در حال ساخت                                                             |
| ۱۴۰۳ | دربندون                     | بازیگر مهمان | حسن لفافیان      |                                                                         |
| ۱۴۰۲ | رستگاری                     | بازیگر       | مسعود ده‌نمکی     |                                                                         |
| ۱۴۰۱ | آزادی مشروط                 | بازیگر       | مسعود ده‌نمکی     |                                                                         |
| ۱۴۰۰ | وضعیت زرد                   | بازیگر مهمان | مجید رستگار      |                                                                         |
| ۱۳۹۸ | زیر هم‌کف                    | بازیگر       | بهمن گودرزی      | شبکه ۱                                                                  |
| ۱۳۹۸ | ناخونک                      | بازیگر       | یزدان فتوحی      |                                                                         |
| ۱۳۹۷ | خاله شادونه در کلبهٔ کوهستان | بازیگر       | امیر فیضی        | در نقش «کودن» پخش در نوروز ۹۸ در برنامهٔ کودک و نوجوان شبکه ۲            |
| ۱۳۹۷ | در کنار هم                  | بازیگر مهمان | حمیدرضا غفارزاده |                                                                         |
| ۱۳۹۶ | یادگاری‌های مادربزرگ         | بازیگر       | امیر فیضی        |                                                                         |
| ۱۳۹۵ | از اینجا تا اونجا           | بازیگر       | مسعود عسگری      | گروه اجتماعی شبکهٔ ۱                                                     |
| ۱۳۹۵ | سوءتفاهم                    | بازیگر       | مسعود عسگری      |                                                                         |
| ۱۳۹۴ | اسمشو نیار                  | بازیگر       | داریوش جهانگیری  |                                                                         |
| ۱۳۸۹ | خنده بازار                  | بازیگر مهمان | شهاب عباسی       | کارگردان تلویزیونی: ابوالفضل احمدیان در نوروز ۱۳۹۰ پخش شد.              |
| ۱۳۸۸ | تله‌فیلم «بمانی هفتم»        | بازیگر       | مهدی مظلومی      | شبکه ۲                                                                  |
| ۱۳۸۸ | جستجوگران                   | بازیگر مهمان | محمدعلی سجادی    |                                                                         |
| ۱۳۸۶ | تله‌فیلم «وقت اضافه»         | بازیگر       | مهرداد خوشبخت    |                                                                         |
| ۱۳۸۵ | صیام و تیام                 | بازیگر       | مسعود فرخنده     |                                                                         |
| ۱۳۸۵ | باغ مظفر                    | بازیگر مهمان | مهران مدیری      | شبکه ۳                                                                  |
| ۱۳۸۲ | کوچه اقاقیا                 | بازیگر       | رضا عطاران       |                                                                         |
| ۱۳۸۱ | پاورچین                     | بازیگر مهمان | مهران مدیری      | در نقش راننده آژانس در کلاردشت در نقش دزدی که خود را استاد فلسفه جا زده |
| ۱۳۸۱ | دوران سرکشی                 | بازیگر       | کمال تبریزی      |                                                                         |
| ۱۳۸۱ | با من بمان                  | بازیگر       | حمید لبخنده      |                                                                         |
| ۱۳۸۱ | عروج                        | بازیگر       | سیروس مقدم       | در دههٔ فجر ۱۳۸۱ پخش شد.                                                 |
| ۱۳۸۰ | خاکستر و باد                | بازیگر       | جهانبخش لک       | شبکهٔ ۲                                                                  |
| ۱۳۷۶ | سلام سلام                   | بازیگر       | سیدعلی سمنانی    | بازی قطعات کوتاه نمایشی                                                 |
| ۱۳۷۴ | سال خوش                     | بازیگر       | مهران مدیری      |                                                                         |
| ۱۳۷۴ | نوروز ۷۴                    | بازیگر       | محمد صالح‌علا     |                                                                         |
| ۱۳۷۳ | محکمهٔ عدالت                 | بازیگر       | رضا بابک         |                                                                         |
| ۱۳۷۳ | ساعت خوش                    | بازیگر       | مهران مدیری      |                                                                         |
| ۱۳۷۲ | پرواز ۵۷                    | بازیگر       | مهران مدیری      |                                                                         |

### شبکهٔ نمایش خانگی
| سال  | نام             | سمت          | کارگردان       | توضیحات      |
| ---- | --------------- | ------------ | -------------- | ------------ |
| ۱۴۰۱ | دیو و ماه‌پیشونی | بازیگر مهمان | حسین قناعت     |              |
| ۱۳۹۲ | شاهگوش          | بازیگر       | داوود میرباقری | در نقش مسافر |